# Lee Marvin
Lee Marvin (n 19 februarie 1924 – d. 29 august 1987) a fost un actor american de film și de televiziune ,laureat al premiului Academy Award pentru Cel mai bun actor.  Cunoscut mai ales pentru vocea sa cu inflexiuni grave, Marvin a jucat, mai ales la începutul carierei sale cinematografice, în roluri relativ stereotipe de veterani de război și "duri", întruchipând mai întotdeauna personaje negative.  După cucerirea Oscarului, a fost distribuit și în roluri eroice și pozitive.

## Filmografie
| An   | Film                                | Rol                               | Note |
| ---- | ----------------------------------- | --------------------------------- | --- |
| 1951 | You're in the Navy Now              | Radio Man                         | uncredited film debut |
| 1952 | Hangman's Knot                      | Rolph Bainter                     | |
| 1952 | We're Not Married!                  | "Pinky"                           | uncredited |
| 1952 | Eight Iron Men                      | Sgt. Joe Mooney                   | |
| 1953 | The Big Heat                        | Vince Stone                       | |
| 1953 | Gun Fury                            | Blinky                            | |
| 1953 | The Wild One                        | Chino                             | |
| 1954 | The Caine Mutiny                    | "Meatball"                        | |
| 1954 | The Raid                            | Lt. Keating                       | |
| 1955 | Pete Kelly's Blues                  | Al Gannaway                       | |
| 1955 | Bad Day at Black Rock               | Hector David                      | |
| 1955 | Violent Saturday                    | Dill, Bank Robber                 | |
| 1956 | Attack                              | Lt. Col. Clyde Bartlett           | |
| 1956 | Seven Men from Now                  | Bill Masters                      | |
| 1957 | Raintree County                     | Orville "Flash" Perkins           | Laurel Award for Best Supporting Performance, Male (5th place) |
| 1958 | The Missouri Traveler               | Tobias Brown                      | |
| 1961 | The Comancheros                     | Tully Crow                        | Laurel Award for Best Supporting Performance, Male (5th place) |
| 1962 | The Man Who Shot Liberty Valance    | Liberty Valance                   | Laurel Award for Best Action Performance (4th place) Bronze Wrangler for Best Theatrical Motion Picture |
| 1963 | Donovan's Reef                      | Thomas Aloysius "Boats" Gilhooley | |
| 1964 | The Killers                         | Charlie Strom                     | BAFTA Award for Best Actor in a Leading Role (also for Cat Ballou) Laurel Award for Best Action Performance (5th place) |
| 1965 | Cat Ballou                          | Kid Shelleen and Tim Strawn       | Academy Award for Best Actor BAFTA Award for Best Actor in a Leading Role (also for The Killers (1964 film)) Golden Globe Award for Best Actor - Motion Picture Musical or Comedy Laurel Award for Best Comedy Performance, Male National Board of Review Award for Best Actor (also for Ship of Fools) New York Film Critics Circle Award for Best Actor (3rd place) Silver Bear for Best Actor |
| 1965 | Ship of Fools                       | Bill Tenny                        | National Board of Review Award for Best Actor |
| 1966 | The Professionals                   | Henry "Rico" Fardan               | Laurel Award for Best Action Performance |
| 1967 | The Dirty Dozen                     | Major Reisman                     | Laurel Award for Best Action Performance |
| 1967 | Point Blank                         | Walker                            | |
| 1968 | Hell in the Pacific                 | American Pilot                    | |
| 1969 | Paint Your Wagon                    | Ben Rumson                        | Nominated-Golden Globe Award for Best Actor - Motion Picture Musical or Comedy |
| 1970 | Monte Walsh                         | Monte Walsh                       | Laurel Award for Best Action Performance (3rd place) |
| 1972 | Prime Cut                           | Nick Devlin                       | |
| 1972 | Pocket Money                        | Leonard                           | |
| 1973 | Emperor of the North Pole           | A No. 1                           | |
| 1973 | The Iceman Cometh                   | Hickey                            | |
| 1974 | The Spikes Gang                     | Harry Spikes                      | |
| 1974 | The Klansman                        | Sheriff Track Bascomb             | |
| 1976 | The Great Scout & Cathouse Thursday | Sam Longwood                      | |
| 1976 | Shout at the Devil                  | Col. Flynn O'Flynn                | |
| 1979 | Avalanche Express                   | Wargrave                          | |
| 1980 | The Big Red One                     | The Sergeant                      | |
| 1981 | Death Hunt                          | Millen                            | |
| 1983 | Gorky Park                          | Jack Osborne                      | |
| 1984 | Dog Day                             | Jimmy Cobb                        | |
| 1985 | The Dirty Dozen: The Next Mission   | Maj. John Reisman                 | |
| 1986 | The Delta Force                     | Col. Nick Alexander               | |